# Jorge Montero Cornejo
Jorge Luis José Montero Cornejo (Miraflores, Lima; 3 de marzo de 1962) es un economista peruano. Es el actual ministro de Energía y Minas del Perú en el gobierno de Dina Boluarte, desde el 30 de noviembre del 2024.

## Formación académica
Es economista graduado en la Pontificia Universidad Católica del Perú. Tiene un master BIM Manager por la Universidad Peruana de Ciencias Aplicadas, además de un diplomado en Derechos Humanos por la Pontificia Universidad Católica del Perú y otro en Políticas Públicas por la misma universidad. Es especialista en negocios, fondos de inversión y políticas públicas.

## Trayectoria profesional
Su labor profesional lo ha desempeñado tanto en el sector público como en el privado, sobre todo en temas ligados a la minería y la industria forestal.
Entre los diversos cargos que ocupó en el sector privado, destaca el haber sido gerente de Relaciones Comunitarias y Desarrollo Social en la operación Cerro Corona de Gold Fields; así como  gerente general de la Asociación Sumac Tarpuy de Hochschild Mining.
En el sector público, fue asesor del Ministerio de Energía y Minas del Perú en 2020, así como viceministro de Minas durante el gobierno transitorio de Francisco Sagasti, de 2020 a 2021. Durante esta gestión, se encargó del diseño y desarrollo de la política nacional multisectorial para la pequeña minería y minería artesanal.
También fue profesor en la Universidad del Pacífico, productor editorial y conductor del programa de debates de la Red de Comunicación Regional (RCR). Es miembro de la Sociedad Geográfica de Lima.
Desde el 2024 está afiliado al partido político Acción Popular.

### Ministro de Energía y Minas
El 30 de noviembre del 2024, fue nombrado y juramentado por la presidenta Dina Boluarte, como ministro de Energía y Minas del Perú, en reemplazo de Rómulo Mucho Mamani, que había presentado su renuncia al cargo luego de haber sido censurado por el Congreso.